# 허리케인스 (럭비)
허리케인스(Hurricanes) 또는 이전 이름인 웰링턴 허리케인스(Wellington Hurricanes)는 1996년 창단된 뉴질랜드의 프로 럭비 유니온 팀이다. 웰링턴을 연고로 하며 홈구장은 웨스트팩 스타디움이다.

## 우승 기록
- 우승 - 0회
- 준우승 - 1회(2006)